# Bobiri-Wildtierreservat
Koordinaten: 6° 40′ 14″ N, 1° 18′ 50″ W
Das Bobiri-Wildtierreservat (engl. The Bobiri Forest Reserve) ist ein 5465 Hektar großes  Forstreservat in Ghana.

## Lage
Das Reservat befindet sich im Süden des Landes, etwa 175 Kilometer (Luftlinie) nordwestlich der Hauptstadt Accra und etwa 30 Kilometer östlich der Stadt Kumasi in der Ashanti Region.

## Beschreibung
Das Schutzgebiet wurde bereits 1939, auf Beschluss der britischen Kolonialverwaltung der damaligen Kronkolonie Gold Coast gegründet.
Bobiri ist ein Schmetterlingsgebiet, in dem ca. 500 verschiedene Arten beobachtet werden können. Hierfür wurden in einigen Teilen Blumenwiesen angelegt, die als Anzugsquelle für die vielen Schmetterlinge dienen sollen. Ein Rundgang auf dem Waldboden wurde angelegt, um die umfänglichen Baumbestände besichtigen zu können.
Auch andere Tiere wie Antilopen und eine große Anzahl von Vögeln sind hier zu beobachten.
Das Reservat ist von der Hauptstadt aus über die Konongo-Ejisu-Road zu erreichen, nächstgelegener Ort ist die Kleinstadt Kubease.